# 모스크바 지하철 E형 전동차
81-703 또는 E형 지하철 차량(러시아어: Вагоны метро типа «Е»)은 1963년~1969년(1959년 시제품)에 미티신스크 기계제작공장에서 대량 생산된 러시아의 통근형 전동차이다.

## 역사
1956년 미티신스크 기계제작공장(Мытищинский машиностроительный завод)은 «Е»(이후에 목록에서 81-703으로 할당)로 지정된 새로운 유형의 차량을 개발하기 시작했다.
1959년 말까지, 초기 두대의 시운전용 E형 차량이 제조되었고, 각각 3001-3002호로 부여받았다. 1959년 12월, 시운전을 위해 새로운 차량들이 모스크바 소콜(Сокол) 차량기지로 보내졌다. 1960년 2월, 모스크바 지하철의 고리콥스코 자모스크보레츠카야선의 벨로루스카야-소콜 구간에서 정식 운행을 시작했다. 모스크바의 미티신스키 공장에서 받은 수치에 따르면, 새로운 차량의 설계가 변경되었고, 두번째 시운전용 차량 배치시 공장 개선이 필요한 개별 노드가 식별되었다. 모스크바에 운행할 시운전용 차량 5대가 1960년말 미티샤흐(Мытищах)에서 제조되었다. 두번쨰 시운전용 차량은 각각 3003-3007호로 부여받았다.
E형 차량은 기존의 D형 (серии «Д») 차량들과 다르며, 우선 외형에 주름이 생겼고, 또한 더 넓은 출입문이 있으며, 마지막 출입문과 끝 사이에 창문이 없어, 스크린도어가 장착된 역이 있는 노선에서 해당 차량을 운행할 수 없게 되었다. 이러한 단점 때문에, 나중에 새로운 Em형이 만들어졌다.
소콜(Сокол) 차량기지에 신차가 도착하자, 7량 편성(3001~2007호)이 구성되었으며, 1961년에 시운전을 시행했다. 1961년 2월 22일, 시험용 E형의 고르키-사모스크-스카야 선에서 첫 여객 운행을 했다. 1962년 말까지 시운전 기간 동안 신차의 많은 단점이 드러났다. 그럼에도 불구하고 1963년 5월에 E형 차량을 양산하기로 결정했다.
신차 출시에는 상당한 생산 준비를 필요로 했다. 미티신스콤 제조 공장에서 17번 작업장의 규모를 늘렸고, 시차 17의 규모를 늘렸고, 다양한 제조 공정을 기계화했다. 이 공장의 생산 능력은 높은 생산량(연간 최대 130대 생산)에 초점을 맞췄다. 1963년 6월, 해당 공장은 E형의 첫차 양산차를 제조하기 시작했다.
양산형 E형 차량은, 시험용 차량과 외형적으로 달랐다. 우선, 모든 생산 차량(3008호 이상)의 차체는 지붕을 따라 장식적인 공간이 있었다(시험용 차량에는 없었다.). 두 번째 차이점은 창문 설계에서 왔다. 시험용의 창문은 수직으로 두부분으로 나뉘어 아래로 밀어서 여는 방식이나, 양산형은 창문의 윗부분이 객실 내부에서 여는 방식이다. 세번째로, 시험용 차량에 비해 더 간소화되었다.
1963년, 모스크바 지하철에 도입한 120대의 차량 중 70대(3008~3077호)는 신형 E형 차였다.
1964년에는 바쿠와 트빌리시 지하철 준공에 맞추어 철도 생산 계획을 145대로 늘렸다. 1964년 여름, 11대의 E형 차량이 레닌그라드 지하철로 보내졌고(3078~3088호), 1964년 말에 키예프의 "다르니차(Дарница)" 차량기지로 보내졌다(31293~3199, 3201~3203). 이후 레닌그라드 지하철과 키예프 지하철까지 E형의 정기적인 배송이 시작되었다.
완전히 운동하지 않은 자동차가 출시되었고 E 시리즈 자동차의 첫 번째 실험 열차는 실제 작동에서 충분히 테스트되지 않은 것으로 나타났다.
E형 전동차 운행이 시작된 지 얼마 되지 않아 밝혀진 대로, 초기 생산 결정은 시기상조였다. 신차의 수많은 건설적인 단점들이 드러나기 시작했다. 1965년까지 모스크바 지하철의 모든 E형 전동차가 소콜(Сокол) 차량기지로 배송되었으나, 수많은 고장 때문에 거의 사용되지 않았다. 그리고 E형 중 첫 번째 실험용 차량 구성 요소가 실제 사용에서 충분히 시험되지 않았다는 것이 밝혀졌다. 특히 대차 설계에 많은 단점이 있었다.
1965년 5월, 상황은 심각해졌다. 모든 E형 차량들은 운행을 중단하고, 크라스나야 프레스냐(Красная Пресня) 차량기지로 보내어 전동차 수리 및 현대화하였다. 현대화 과정에서 휠 쌍의 축 저널 직경, 대차 프레임의 벽 두께가 증가하고 리드의 형상 및 제조 기술이 변경되었다. 전동차 현대화는 많은 시간과 물질적 비용을 필요로 했다.
1965년 1월 1일, 모스크바 메트로의 재고에 172대의 E형 차량이 있었고(3001~3077, 3089~3109, 3115~3184, 3200, 3204~3206호), 그 중 4대의 차량이 크라스나야 프레스냐 차량기지에서 현대화되었다(3025~3027, 3029호). 1965년 말, 자모스크보레츠카야선은 완전히 E형 편성으로만 운행되었으나, 새로운 차량 공급은 계속되었다. 1965-66년 동안 모스크바 소콜, 크파스나야 프레스냐 차량기지에서는 건설중인 즈다노브스코에 구간 운행을 위해 계획된 E형 차량을 축적했다. 1966년 12월, 운영에 들어간 즈다노브스코에 차량기지에는 새로운 E형의 7개 객차 열차가 완전히 장착되었다. 그리고 스콜에서 생산된 누적 객차 잉여분은 같은해에 3348~3350, 3353, 3355~3358호가 레닌그라드 아브토보 차량기지로 이전되었다.
1965년 말 소련의 네 번째 트빌리시 지하철에서 배송이 시작되었다. 그리고 1967년 10월 소련의 다섯 번째 바쿠 지하철이 세워졌고, 미티신스키 제조업체는 초기 29대 차량과 예비 부품을 바쿠에 납품하였다.
총 824대의 E형 차량이 제조되었다. 차량 번호는 3001–3699, 4700–4824를 부여받았다. 중간의 건너뛴 번호 범위는, 1966년에 미티신스키 공장에서 제조된 E형 제작과 함께, 레닌그라드 지하철을 위한 Em형 차량 제조가 시작되었을때, 3701부터 번호가 할당되었다(차량 3700호는 출시되지 않았다.). 모스크바에서도 비슷한 차량이 사용될 예정이었고, E형 차량 생산이 완성될 예정이었다. 원래는 (1966년) 당시 기존 예비 번호 34xx-3700은 생산이 중단될 때까지 모든 E형 차량에 번호를 할당하기에 충분하다고 여겼다. 하지만, Em형의 공급은 지연되었고, E형 차량의 생산은 1969년까지 계속되었다. 1968년에 36xx호대 차량 번호가 완전히 고갈되었고, 새로운 E형 차량은 4700부터 번호를 할당하기 시작했다.
1979년부터 모스크바 지하철에서 이 차량과 Ezh(Еж)형, Em(Ем)형 차량은 린크루스타 장식이 된 내벽을 플라스틱으로 대체하였고, 나무 창틀 유화 도색을 하기도 했다. 일부 오래된 차량(주호 47xx호대)은 대대적인 수리를 했고, 그 동안 린크루스타 장식 내벽은 플라스틱으로 교체되었다. 2008년 즈음 모스크바 지하철의 영업 운행에서 E형 차량은 3605호 1대 밖에 안남았으며, 모스크바 지하철에서 승객과 함께 운행한 마지막 E형 차량이었다. 2007년 12월, 이 차량은 보존을 위해 박물관(музея подвижного состава)의 칼루시스코에(Калужское) 차량기지에 주박되었다. 2008년 2월, 이 차량은 필리(Фили) 차량기지로 반환되어 아르바츠코 포크롭스카야 선의 예비로 사용되었다. 2008년 봄에 주요 차량기지인 노보기레보 차량기지로 이전되었고, 이후 다시 칼루시스코에에 놓였다.
2015년 5월 15일과 16일, 파르티잔스카야역 중앙 선로에 E형  3605호가 다른 유형의 박물관 차량과 함께 전시되었다. TCh-9(ТЧ-9) 필리 차량정비단에 있었던 최초의 E형 3001호는 2006 년 봄에 절단되었다. E형 3007호는 TCh-8 바르샤브스코 차량기지에 있으며 메트로바곤마시 OAO의 사무실 건물로 사용된다.

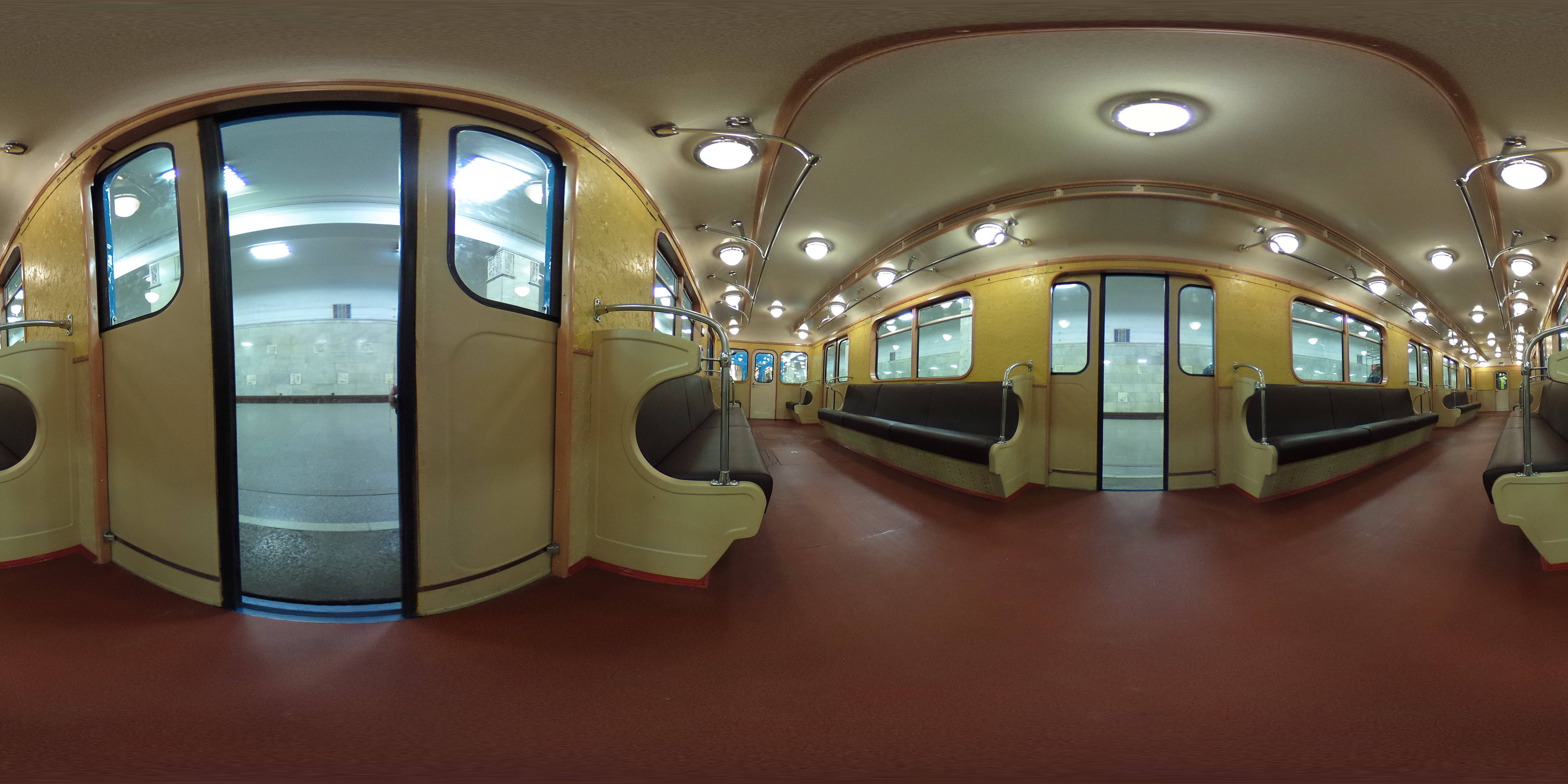
박물관에 전시된 E형 3605호 내부 (2015년 벽 장식 교체)

2015년 3월 상트페테르부르크에서 E형 차량의 영업운행이 중단되었다. 상트페테르부르크 지하철에서 영업운행한 마지막 E형 차량은 3369호였다. 2015년 11월 15일 레닌그라드 지하철 60주년을 기념하여 박물관에 구성된 3935-3369-3427-3934호가 원래 색상으로 재도색되었으며, 문에는 원래 있었던 «Не прислоняться(기대지 마시오)»도 복원하였다.
2019년 현재 비현대화된 E형 차량은 박물관으로만 이용되고 있다. 2015년 전에 운행된 모든 E형 차량은 중급으로만 운영되었으며, 가장 최근 운행된 E형 차량은 모스크바의 필룝스카야 선에서 주요 차량으로 2006년까지 사용되었다.
바쿠에서 운행된 모든 E형 차량은 2001년에 퇴역하였다. 2015년 7월 27일, 마지막 정기 열차 4806호는 다르니챠 차량기지로 옮겨 E-KM-Pm(Е-КМ-Пм)차량 개조를 위해 해체되었다. 이로서 E형 차량의 운행이 완전히 중단되었다.

## 특성

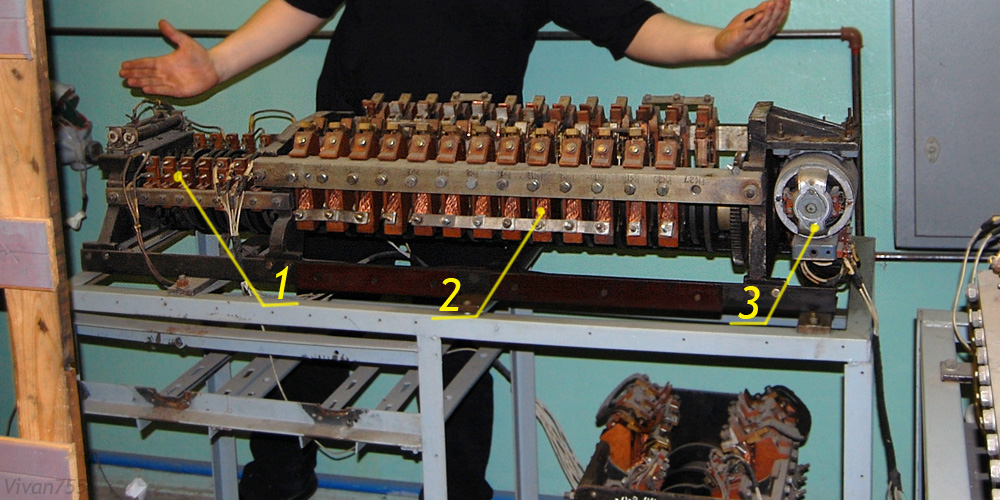
전력 가변저항 조절기 ЭКГ-17И(EKG-17i)

차량의 각 축은 자재 연결 장치를 통해 68kW의 클록 전력을 갖는 별도의 DK-108A 견인 전동기로 구동된다. 엔진 배열에 저항제어 구동으로 사용되어, 시동시와 (손잡이 위치 «Ход-1»)와 초기 발진 (위치 «Ход-2») 전동기는 직렬로 되어 있으며, 제어 손잡이를 «Ход-3» 위치로 옮기면 엔진은 직렬-병렬 연결로 전환되며, 전압은 두배가 된다. 전원 회로의 전환은 차량 아래에 설치된 ECG-17I(ЭКГ-17И) 가변저항 제어에 의해 수행된다.

## 변형
이 차량의 변형판은 없었으나, 시험판이 존재했다.
- Еи(Ei) — 사이리스터 펄스 제어 시스템을 갖춘 시험판이다. 번호 3078호, 3080호, 3105호, 3499호, 5360호, 5546호 (모두 양산형)
- Ер(Er) — 신형 전동차.

## 차량 이용
- 모스크바 — 1963-2008
- 상트페테르부르크 — 1963-2015
- 키예프 — 1969-2015
- 트빌리시 — 1966-2010
- 바쿠 — 1967-2001

## 차량 보존
2018년까지 12대의 E형 열차가 원래 상태로 보존되었고, 일부는 차체 전체를 개조하였고, 일부는 박물관, 나머지는 폐차되었으며, 키예프 지하철의 모든 E형 차량은 E-Km으로 개조되었다.
- 모스크바

E형 전동차 3605, 4812, 3007, 3496호(옐렉트로스탈에 주박), 3257호(노긴스크에 주박)
- 상트페테르부르크

E형 전동차 3427, 3369, 3082, 3083, 3430호.
- 키예프

E형 전동차 3195호
- 트빌리시

E형 전동차 3311호